# Prostovoljni snuker
Prostovoljni snuker (angleško volunteer snooker) je različica snukerja, ki je bila na vrhuncu svoje razširjenosti in priljubljenosti v 50. letih. Danes je različica praktično izumrla. 

## Pravila
Prostovoljni snuker se po pravilih na prvi pogled ne razlikuje kaj dosti, saj je uvodna razporeditev krogel na mizi enaka kot pri klasičnem snukerju. Glavna razlika v pravilih je namreč v prostovoljni barvni krogli, za katero se lahko igralec odloči po zadeti rdeči in barvni krogli. To pomeni, da se igralec odloči, da bo, namesto da bi igral na naslednjo rdečo kroglo v nizu, igral na katero koli od barvnih krogel, ki se tako obravnavajo za prostovoljne udarce. 
Če igralec prostovoljno barvno kroglo pospravi z mize, dobi zanjo toliko točk, kot je vredna pri klasičnem snukerju. Če pa s prostovoljno barvno kroglo zgreši žep, potem dobi nasprotnik na svoj točkovni konto toliko točk, kot je zgrešena barvna krogla vredna. Če se je igralec odločil prostovoljno igrati na zeleno ali rumeno (ki štejeta manj kot 4 točke) in zgrešil žep, na točkovni zbir nasprotnega igralca romajo 4 točke. 
Za vse igralce, ki obvladajo igro, obstaja pravilo prostega udarca. Če igralec trikrat zapored z mize pospravi isto prostovoljno kroglo, se krogle ne vrne nazaj na njeno mesto, dokler igralec ne odigra enega udarca, v katerem torej ne sme igrati na dotično barvno kroglo. Prosti udarec razglasi sodnik in tako dovoli oziroma prisili igralca, da igra na katero drugo kroglo, ki naj bi bila druga barvna krogla, ne rdeča krogla (sicer to ni prosti udarec). 
Igralec ne prejme nobene kazni, če se ne odloči igrati na prostovoljno kroglo, odtod tudi ime - »prostovoljna krogla«. 